# ジェフリー・ベイダー
ジェフリー・ベイダー（Jeffrey A. Bader, 1945年7月1日 -2023年10月22日）は、アメリカ合衆国の外交官。中国専門家。

## 経歴
1945年ニューヨークのブルックリンに生まれる。1967年イエール大学卒業後、コロンビア大学にてヨーロッパ史で1968年修士号、1975年博士号取得。1975年国務省入省後、フランス語が話せたので当初はザイール共和国（現在のコンゴ民主共和国）の首都キンシャサの大使館などに勤めたのち、1977年カーター政権のリチャード・ホルブルック国務次官補（東アジア・太平洋担当）に引き抜かれ、新しい米中関係を築く中国専門家（チャイナハンズ）の道を歩む。
台北で中国語の研修を受け、1980年代から90年代にかけて在中国大使館書記官、在香港総領事館首席領事などを歴任した。
ワシントンでは1987年から1990年まで国務省東アジア・太平洋局中国・モンゴル部副部長、クリントン政権で1995年から1996年まで中国・モンゴル部長、1996年国務次官補代理（東アジア・太平洋問題担当）、1997年から1999年まで国家安全保障会議（NSC）アジア問題担当部長を歴任した。
1999年から2000年まで在ナミビア米国大使、2001年には通商代表部（USTR）代表補（中国担当）を務めた。
2002年に国務省を退職。ブルッキングス研究所に入り、ジョン・L・ソーントン中国センター長に就任した。その間、米中議会作業グループ学界諮問委員会委員、アジア協会諮問委員会委員、『チャイナ・セキュリティー誌』編集委員などを歴任した。
2009年から2011年までオバマ政権で国家安全保障会議アジア担当上級部長を務めた。
その後、ブルッキングス研究所に復帰し晩年までシニアフェローを務めた。
2023年10月22日、78歳でロサンゼルスにて死去。

## 著書
- Obama and China's rise: an insider's account of America's Asia strategy, Brookings Institution Press, 2012.

春原剛訳『オバマと中国――米国政府の内部からみたアジア政策』東京大学出版会、2013年。